# Magyar Kupa 2020-2021
La Magyar Kupa 2020-2021, conosciuta anche come 2020–2021-es MOL Magyar Kupa per ragioni di sponsorizzazione, è stata l'81ª edizione della coppa nazionale ungherese, iniziata il 18 settembre 2020 e terminata il 3 maggio 2021. L'Honvéd era la squadra campione in carica. L'Újpest ha conquistato il trofeo per l'undicesima volta nella sua storia.

## Formula
Ai primi 5 turni prendono parte le squadre dei livelli calcistici inferiori ungheresi. Dal sesto turno partecipano le squadre dei primi quattro livelli calcistici ungheresi. In tutti i turni gli incontri sono a gara unica, eccetto che per ottavi di finale, quarti di finale e semifinali in cui gli incontri sono con andata e ritorno.

## Sesto turno
| Squadra 1              | Risultato       | Squadra 2                 |
| ---------------------- | --------------- | ------------------------- |
| 18 settembre 2020      |                 |                           |
| Soproni VSE            | 0 – 0 (4-5 dtr) | BVSC Budapest             |
| 19 settembre 2020      |                 |                           |
| Rackeve                | 1 – 6           | Ferencváros               |
| Sajóbábony Vegyész     | 1 – 2           | Eger                      |
| Szarvaskend            | 1 – 10          | Csákvári                  |
| Zsámbék                | 2 – 1           | Szabadkikötő              |
| Sajóbábony VSE         | 1 – 2           | Eger                      |
| Bonyhád                | 2 – 3           | Monor                     |
| Makói FC               | 1 – 3           | Pécs                      |
| 43. Sz. Építők         | 0 – 8           | MTK Budapest              |
| Mohácsi TE             | 0 – 6           | Budafok                   |
| Balatonfüred           | 2 – 3           | Debreceni EAC             |
| Bátaszék SE            | 8 – 1           | Fehergyarmat              |
| Bodajk                 | 0 – 3           | Érdi VSE                  |
| Csorna                 | 1 – 2           | Dabas-Gyon                |
| Diósjenő               | 0 – 5           | Dorog                     |
| DTE                    | 2 – 1           | Korosladany MSK           |
| BKV Előre              | 1 – 2           | Szentlőrinci              |
| Epitők                 | 0 – 8           | MTK Budapest              |
| Felsőzsolca            | 4 – 1           | Várfürdő-Gyulai Termál FC |
| Füzesgyarmati SK       | 1 – 2           | Gárdony                   |
| Jászberény Vasas       | 1 – 6           | Budaörs                   |
| Kabai                  | 1 – 1 (3-2 dtr) | Nagybajomi                |
| Kecskéd                | 0 – 10          | Kisvárda                  |
| Király SZE             | 2 – 3           | Bicskei                   |
| Kiskunfelegyhazi       | 1 – 0           | Majosi SE                 |
| Kozármisleny           | 1 – 0           | Tatabánya                 |
| Makó                   | 1 – 3           | Pécs                      |
| Mátraterenye           | 0 – 3           | CSO-Ki                    |
| Mezőkeresztes          | 0 – 11          | Zalaegerszeg              |
| Mezőtúri               | 1 – 9           | Ménfőcsanak               |
| Mohácsi TE             | 0 – 6           | Budafok                   |
| Mórahalom              | 0 – 3           | Gyöngyös                  |
| Mosonmagyaróvári       | 0 – 1           | Siófok                    |
| PTE-PEAC               | 0 – 7           | Salgótarján               |
| Sárbogárd              | 0 – 3           | Kazincbarcika             |
| Sárvári                | 0 – 3           | Kaposvár                  |
| Tihany                 | 0 – 5           | Kecskemét                 |
| Vác                    | 1 – 4           | Békéscsaba                |
| Tiszakécske            | 0 – 2           | Debrecen                  |
| Pápai SE               | 2 – 6           | Győri ETO                 |
| 20 settembre 2020      |                 |                           |
| Tiszaújváros           | 1 – 7           | Honvéd                    |
| Balmazújváros          | 0 – 4           | III. Kerületi TVE         |
| Cegléd                 | 5 – 1           | Rákosmente KSK            |
| Csácsbozsok-Nemesapáti | 2 – 1           | Szekszárd                 |
| Csepel                 | 0 – 3           | Soroksár                  |
| ESMTK Budapest         | 1 – 3           | Tállya KSE                |
| Dabas                  | 0 – 3           | Dunaújváros               |
| Gyöngyöshalász         | 3 – 4           | Nagykanizsa               |
| Hatvan                 | 1 – 3           | Paks                      |
| Kerekegyhazi           | 1 – 8           | Gyirmót                   |
| Mándok KSE             | 1 – 8           | Mezőkövesd-Zsóry          |
| Maroshegy              | 0 – 5           | Ajka                      |
| Sényő Carnifex         | 1 – 5           | Vasas                     |
| Szeged VSE             | 0 – 3           | Haladás                   |
| Tarpa                  | 2 – 2 (4-3 dtr) | Komárom VSE               |
| Teskand                | 1 – 3           | Taksony SE                |
| Tiszaföldvár           | 0 – 5           | MOL Fehérvár              |
| Zalaszentgrót          | 1 – 0           | Nagyatádi                 |
| 7 ottobre 2020         |                 |                           |
| Balassagyarmat         | 0 – 2           | Diósgyőr                  |
| Iváncsa                | 0 – 4           | Újpest                    |
| Lőrinci                | 0 – 7           | Nyíregyháza               |
| Szeghalmi FC           | 0 – 10          | Szolnok                   |
| Tiszafüred VSE         | 3 – 2           | Putnok                    |
| Veszprém               | 0 – 5           | Szeged 2011               |
| 10 ottobre 2020        |                 |                           |
| Toponar                | 0 – 7           | Puskás Akadémia           |

## Settimo turno
| Squadra 1              | Risultato       | Squadra 2         |
| ---------------------- | --------------- | ----------------- |
| 21 ottobre 2020        |                 |                   |
| Budaörs                | 1 – 3           | Csákvári          |
| 28 ottobre 2020        |                 |                   |
| Gázgyár                | 1 – 5           | Kaposvár          |
| Bátaszék SE            | 1 – 7           | MTK Budapest      |
| BVSC Budapest          | 0 – 2           | Debrecen          |
| Cegléd                 | 0 – 1           | Ajka              |
| Csácsbozsok-Nemesapáti | 0 – 2           | Honvéd            |
| CSO-Ki                 | 0 – 1           | Hódmezővásárhelyi |
| Dabas-Gyon             | 2 – 3 (dts)     | Budafok           |
| Eger                   | 0 – 2           | Vasas             |
| Érdi VSE               | 0 – 3           | Kazincbarcika     |
| Gárdony                | 1 – 4           | MOL Fehérvár      |
| Gyöngyös               | 1 – 4           | Mezőkövesd-Zsóry  |
| III. Kerületi TVE      | 2 – 1           | Szegedi Honvéd    |
| Kabai                  | 0 – 2           | DTE               |
| Kiskunfelegyhazi       | 1 – 5           | Dorog             |
| Lipót                  | 1 – 3           | Zalaegerszeg      |
| Monor                  | 2 – 2 (4-5 dtr) | Siófok            |
| Nagykanizsa            | 1 – 2           | Debreceni EAC     |
| Salgótarján            | 1 – 3           | Pécs              |
| Soroksár               | 3 – 2           | Győri ETO         |
| Szentlőrinci           | 0 – 4 (dts)     | Puskás Akadémia   |
| Taksony SE             | 2 – 0           | Kozármisleny      |
| Tarpa                  | 4 – 1           | Felsőzsolca       |
| Zalaszentgrót          | 0 – 1           | Tiszafüred VSE    |
| Zsambek                | 1 – 3           | Tállya KSE        |
| Kecskemét              | 0 – 1           | Kisvárda          |
| Dunaújváros            | 0 – 6           | Újpest            |
| 29 ottobre 2020        |                 |                   |
| Nyíregyháza            | 1 – 2 (dts)     | Paks              |
| Békéscsaba             | 0 – 3           | Diósgyőr          |
| 11 novembre 2020       |                 |                   |
| Ménfőcsanak            | 0 – 3           | Haladás           |
| 13 novembre 2020       |                 |                   |
| Szolnok                | 1 – 0           | Gyirmót           |
| 14 novembre 2020       |                 |                   |
| Bicskei                | 0 – 5           | Ferencváros       |

## Ottavo turno
| Squadra 1         | Risultato | Squadra 2        |
| ----------------- | --------- | ---------------- |
| 9 febbraio 2021   |           |                  |
| Tarpa             | 0 – 3     | Diósgyőr         |
| Szolnok           | 0 – 2     | Újpest           |
| 10 febbraio 2021  |           |                  |
| Csákvári          | 2 – 3     | Paks             |
| Debreceni EAC     | 1 – 2     | Debrecen         |
| Dorog             | 1 – 2     | Ferencváros      |
| DTE               | 0 – 11    | Budafok          |
| Hódmezővásárhelyi | 0 – 3     | Puskás Akadémia  |
| III. Kerületi TVE | 1 – 3     | Honvéd           |
| Kazincbarcika     | 1 – 4     | MTK Budapest     |
| Soroksár          | 1 – 2     | Kisvárda         |
| Taksony SE        | 1 – 4     | Siófok           |
| Tállya KSE        | 5 – 3     | Kaposvár         |
| Pécs              | 0 – 1     | Haladás          |
| Ajka              | 1 – 2     | Mezőkövesd-Zsóry |
| Vasas             | 1 – 2     | MOL Fehérvár     |
| 11 febbraio 2021  |           |                  |
| Tiszafüred VSE    | 1 – 2     | Zalaegerszeg     |

## Ottavi di finale
| Squadra 1        | Risultato   | Squadra 2    |
| ---------------- | ----------- | ------------ |
| 23 febbraio 2021 |             |              |
| Mezőkövesd-Zsóry | 2 – 0       | Diósgyőr     |
| 24 febbraio 2021 |             |              |
| Paks             | 2 – 4       | Budafok      |
| Tállya KSE       | 1 – 4       | MTK Budapest |
| Zalaegerszeg     | 2 – 1 (dts) | Honvéd       |
| Debrecen         | 2 – 1 (dts) | Siófok       |
| Puskás Akadémia  | 1 – 2       | Újpest       |
| Haladás          | 0 – 1       | Kisvárda     |
| Ferencváros      | 1 – 2       | MOL Fehérvár |

## Quarti di finale
| Squadra 1     | Risultato       | Squadra 2        |
| ------------- | --------------- | ---------------- |
| 9 marzo 2021  |                 |                  |
| Újpest        | 1 – 1 (5-4 dtr) | Mezőkövesd-Zsóry |
| 10 marzo 2021 |                 |                  |
| Fehérvár      | 2 – 0           | Budafok          |
| Kisvárda      | 6 – 1           | Zalaegerszeg     |
| Debrecen      | 1 – 2           | MTK Budapest     |

## Semifinali
| Squadra 1      | Risultato | Squadra 2 |
| -------------- | --------- | --------- |
| 14 aprile 2021 |           |           |
| Kisvárda       | 0 – 1     | Újpest    |
| 15 aprile 2021 |           |           |
| MTK Budapest   | 1 – 2     | Fehérvár  |

## Finale
| Arbitro: | Gergő Bogár |

|  |           |               |
|  | Marcatori | 101’ Kastrati |